# إعصار نوردا
إعصار نوردا (باليابانية: 台風のノルダ، بالروماجي: Taifū no Noruda) هو فيلم أنمي ياباني من إخراج يوجيرو أراي ومن إنتاج استوديو كولوريدو، عرض الفيلم في 5 يونيو عام 2015.

## القصة
تدور أحداث القصة في مدرسة في اليابان حيث يتعين على مجموعة من الطلاب ومعلميهم الانتظار حتى تمر عاصفة، كان الطالب شويتشي أزوما يتشاجر مع أفضل صديق له كينتا ساجيو، وكان أزوما قد التقى بفتاة اسمها نوردا تحمل قلادة غامضة، يبدو أن الفتاة في ورطة ومرتبطة بطريقة ما بالعاصفة، ويحاول أزوما مساعدة هذه الفتاة.

## الأداء الصوتي
| الشخصية      | الأداء الصوتي              |
| ------------ | -------------------------- |
| شويتشي أزوما | شوهي نومورا                |
| نوردا        | كايا كيوهارا               |
| كينتا ساجيو  | دايتشي كانيكو [الإنجليزية] |

## وصلات خارجية
- الموقع الرسمي باللغة اليابانية
- إعصار نوردا على موقع IMDb (الإنجليزية)
- إعصار نوردا على موقع أول موفي (الإنجليزية)
- إعصار نوردا على موقع فيلمافينيتي (الإسبانية)
- إعصار نوردا على موقع قاعدة بيانات الفيلم (الإنجليزية)
- إعصار نوردا على موقع ليتربوكسد (الإنجليزية)
- إعصار نوردا على موقع كينوبويسك (الروسية)
- إعصار نوردا على موقع ANN anime (الإنجليزية)